# Benito Antonio Céspedes
Benito Antonio Céspedes (Casasimarro, España 18 de abril de 1725-Cesena, Italia 17 de septiembre de 1787) fue un sacerdote jesuita conocido principalmente por ser el traductor más importante de las obras del libretista italiano Metastasio.

## Biografía
Benito Antonio Céspedes nace en Casasimarro pero a la edad de los 13 años (1738) ingresa en el noviciado de los jesuitas en Madrid para, más tarde, formar parte de la Compañía de Jesús en la provincia de Toledo el 17 de noviembre de dicho año. Realiza sus estudios de Filosofía y Teología en Oropesa (Toledo) y Alcalá de Henares respectivamente.
Con el paso del tiempo acabará enseñando Letras Humanas, Filosofía y Sagrados Cánones en los distintos colegios de la Compañía de Jesús: Colegio de San Ildefonso de Talavera de la Reina, Toledo, Colegio Máximo en Alcalá, Colegio de San Esteban de Murcia, el Real Seminario de Nobles de Madrid y el Colegio Imperial de Madrid. Siendo profesor en el mencionado Real Seminario enseñó a miembros de la nobleza, realeza y a otros destacados de la sociedad española.
A la edad de 27 años (1752) años crea la obra de tragedia de Manlio que fue valorada positivamente por Ignacio de Luzán que fue un escritor y crítico principal teórico de las ideas del Neoclasicismo en España. Con 33 años (1758) se ordenó como sacerdote. 
Profesó el 15 de agosto (1579).
Para acercarnos un poco más a la figura de Benito Antonio recurriremos a la Biblioteca jesuítico-española de Lorenzo Hervás al que encontraremos catalogado, a Céspedes, como autor teatral y traductor de poesía y teatro. Nos encontramos en una época convulsa con la expulsión de los jesuitas de España y que le hizo traspasarse a Italia para su continuidad.
Era sacerdote de cuarto voto en el Colegio Imperial de Madrid (1767).
Benito Antonio residió en Forli hasta 1778 en Cesena gestionando la Imprenta de Gregorio Biasini hasta la muerte de Céspedes.
Por mencionar alguna obra traducida por Benito Antonio cabe mencionar tragedias como Merope de Scipione Maffei, entre otras obras.
Menéndez Pelayo dijo que (Benito Antonio) «se hizo notable por su facilidad para la poesía y por su criterio y profunda erudición en las ciencias sagradas».

## Obras de Céspedes
Obras realizadas durante su vida:
Traducciones al español de las obras de Metastasio:
TOMO I
1. Al lector
2. Artaserse
3. Adriano en Siria
4. Demetrio
5. La Olimpíada
6. Ipsipile
7. Ecio
8. Dido abandonada
9. La clemencia de Tito
10. Siroe
11. Catón en Utica
12. Demofonte
13. Alexandro en las Indias

TOMO II
1. Achiles en Esciro
2. Ciro reconocido
3. Temistocle
4. Zenobia
5. Ipermenestra
6. Antígona
7. Semíramis
8. El Héroe de la China
9. Atilio Régulo
10. Nitteti
11. El triunfo de Clelia
12. Rómulo y Ersilia
13. El Rugiero o la gratitud heroica

TOMO III
1. El sueño de Escipión
2. El nacimiento de Júpiter
3. Toas, Rey de Judá
4. Betulia libertada por Judith
5. Santa Helena en el Monte Calvario
6. Joseph reconocido por sus hermanos
7. La muerte de Abel
8. La Pasión de Christo, Señor nuestro
9. Para la Fiesta del Santo Nacimiento
10. Isaac, figura del Redentor

### Obras originales
- Manlio (1752)

- Vida del Soberano Pontífice Clemente XI (1755). Nombre relacionado con Andrés Rodríguez de la Cueva (colaborador).

- Carta del P. Benito Antonio Cespedes, de la Compañía de Jesús, sobre la vida, virtudes, y muerte del P. Dionysio Xauier Orea, Rector del Colegio de Murcia, à los Padres, y Hermanos de la Provincia de Toledo (1766). Según Palau B.A. Céspedes es seudónimo de Juan Esteban Salazar.

## Distinciones
- Mención (premio, año)
- Otra mención (premio, año)